# Jazz Tour

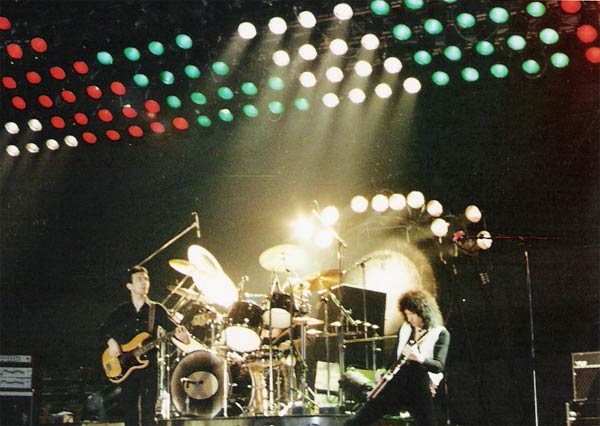
Queen live in Hannover

Die Jazz Tour war eine Konzerttournee der britischen Rockband Queen. Die umfangreiche Tournee, die 79 Konzerte in Nordamerika, Europa und Asien umfasste, diente zur Promotion ihres namensgebenden Albums Jazz (1978).

## Hintergrund
Die Jazz Tour startete am 28. Oktober 1978 in New Orleans und endete am 18. August 1979 mit einem Auftritt beim Open Air ’79 in Saarbrücken. Schlagzeilen machte zuvor eine von Queen einen Abend vor dem ersten Konzert im French Quarter von New Orleans veranstaltete Halloween-Party mit Schlangenbeschwörern, Stripperinnen und Crossdressern, zu der neben Freunden der Bandmitglieder auch Führungskräfte von Plattenfirmen und Musikjournalisten eingeladen waren.
Erstmals auf einer Queen-Tournee wurde für die Bühnenshow eine bewegliche Konstruktion aus verschiedenfarbigen Scheinwerfern genutzt, die an Landelichter eines außerirdischen UFOs erinnerte. Zudem wurde im Mittelteil der Konzerte auf die Hauptbühne eine zweite, kleinere Bühne mit voller Ausrüstung gefahren, auf der die Band einen Akustikblock bestehend aus den Liedern Dreamer’s Ball, Love of My Life und ’39 aufführten.
Freddie Mercury hatte wenige Tage vor Tourneebeginn Befürchtungen, bei den Konzerten gesanglich nicht alles geben zu können, da er sich von den letzten Aufnahmesessions für Jazz, die wenige Wochen vor dem ersten Konzert stattfanden, stimmlich erschöpft fühlte. Seine gesanglichen Fähigkeiten betreffend, behauptete er sich auf der Bühne dennoch überwiegend gut.
Bei ihrer erfolgreichen Nordamerika-Tournee gaben Queen 30 Konzerte in den USA, sowie fünf Konzerte in Kanada, zudem verkauften sie zweimal den New Yorker Madison Square Garden und dreimal das Forum in Inglewood bei Los Angeles aus. Nach einer kurzen Pause über die Weihnachtstage und den Jahreswechsel hinaus, setzte die Band die Tour am 17. Januar 1979 in Europa fort. Bei ihrer bis dato längsten Tournee auf dem europäischen Kontinent spielten Queen allein zwölf Shows in Deutschland, fünf Shows in Frankreich und vier Shows in Spanien. Erstmals in ihrer Livekarriere war die Gruppe auch jenseits des sogenannten eisernen Vorhangs in Jugoslawien zu sehen, wo sie je ein Konzert in Zagreb und Ljubljana gaben. Lediglich ihr Heimatland Großbritannien blieb bei dieser Etappe unberücksichtigt, aus diesem Grund absolvierten Queen im Advent 1979 im Anschluss an die Jazz Tour ihre anlässlich der Singleveröffentlichung von Crazy Little Thing Called Love angekündigte Crazy Tour durch kleine Theater in Großbritannien und Irland.
Nach einer weiteren kurzen Pause ging die Jazz Tour mit der dritten und letzten Konzertetappe durch Japan ihrem Ende entgegen. In dem asiatischen Inselstaat waren Queen zuletzt im Frühjahr 1976 während ihrer A Night at the Opera Tour zu sehen. Für die japanischen Fans nahm die Band das Lied Teo Torriatte (Let Us Cling Together) aus dem Album A Day at the Races (1976) in ihr Programm auf, dessen Text von Freddie Mercury teilweise auf Japanisch gesungen wird. Mit dem Konzert in Sapporo am 6. Mai 1979 fand die Jazz Tour ihr eigentliches Ende und Queen reisten im Anschluss nach München, um ihr nächstes Album The Game aufzunehmen. Jedoch trat die Band mit ihrem Tourprogramm noch einmal am 18. August 1979 beim Open Air Festival im Saarbrücker Ludwigsparkstadion vor 30.000 Zuschauern auf. Wegen der einzuhaltenden Nachtruhe spielten Queen eine verkürzte Setlist. Für die Gruppe und insbesondere für Schlagzeuger Roger Taylor stand dieser Auftritt jedoch unter keinem guten Stern. Immer wieder hatte die Band mit technischen Problemen zu kämpfen und Taylor, der sich eigentlich seine Haare für diesen Auftritt hatte bleichen wollen, erschien mit grün verfärbten Haaren auf der Bühne. Am Ende dieses für Queen enttäuschenden Auftritts schmissen Brian May und John Deacon verärgert ihre Instrumente in die Ecke und auch Roger Taylor zertrümmerte sein Equipment.

## Liveaufnahmen
Das im Juni 1979 veröffentlichte erste Livealbum von Queen, Live Killers, enthält Aufnahmen von verschiedenen Konzerten des europäischen Abschnitts der Jazz Tour zwischen Mitte Januar und Anfang März 1979. Von welchen Auftritten die einzelnen Mitschnitte stammen, ist aus den Credits des Album nicht ersichtlich. Vermutlich stammen die Aufnahmen aber aus Frankfurt, Zürich, Lyon, Barcelona und Paris.

## Setlist

### Setlist Nordamerika (Oktober – Dezember 1978)
- Intro
- We Will Rock You (fast version)
- Let Me Entertain You
- Somebody to Love
- If You Can’t Beat Them
- Death on Two Legs
- Killer Queen
- Bicycle Race
- I’m in Love with My Car
- Get Down, Make Love
- You’re My Best Friend
- Now I’m Here
- Spread Your Wings
- Dreamer’s Ball
- Love of My Life
- ’39
- It’s Late
- Brighton Rock
- Fat Bottomed Girls
- Keep Yourself Alive
- Bohemian Rhapsody
- Tie Your Mother Down
- Sheer Heart Attack
- We Will Rock You
- We Are the Champions
- Outro (God Save the Queen)

### Setlist Europa (Januar – März 1979)
- Intro
- We Will Rock You (fast version)
- Let Me Entertain You
- Somebody to Love
- If You Can’t Beat Them
- Death on Two Legs
- Killer Queen
- Bicycle Race
- I’m in Love with My Car
- Get Down, Make Love
- You’re My Best Friend
- Now I’m Here
- Don’t Stop Me Now
- Spread Your Wings
- Dreamer’s Ball
- Love of My Life
- ’39
- It’s Late
- Brighton Rock
- Keep Yourself Alive
- Bohemian Rhapsody
- Tie Your Mother Down
- Sheer Heart Attack
- We Will Rock You
- We Are the Champions
- Outro (God Save the Queen)

### Setlist Japan (April – Mai 1979)
- Intro
- We Will Rock You (fast version)
- Let Me Entertain You
- Somebody to Love
- If You Can’t Beat Them
- Death on Two Legs
- Killer Queen
- Bicycle Race
- I’m in Love with My Car
- Get Down, Make Love
- You’re My Best Friend
- Now I’m Here
- Teo Torriatte (Let Us Cling Together)
- Don’t Stop Me Now
- Spread Your Wings
- Dreamer’s Ball
- Love of My Life
- ’39
- It’s Late
- Brighton Rock
- Keep Yourself Alive
- Bohemian Rhapsody
- Tie Your Mother Down
- Sheer Heart Attack
- We Will Rock You
- We Are the Champions
- Outro (God Save the Queen)

## Tourdaten
| Nr.                 | Datum               | Stadt               | Land                                           | Veranstaltungsort                       | Anmerkungen                  |
| Leg 1 – Nordamerika | Leg 1 – Nordamerika | Leg 1 – Nordamerika | Leg 1 – Nordamerika                            | Leg 1 – Nordamerika                     | Leg 1 – Nordamerika          |
| ------------------- | ------------------- | ------------------- | ---------------------------------------------- | --------------------------------------- | ---------------------------- |
| 1                   | 28. Oktober 1978    | Dallas              | Vereinigte Staaten                             | Convention Center                       |                              |
| 2                   | 29. Oktober 1978    | Memphis             | Vereinigte Staaten                             | Mid-South Coliseum                      |                              |
| 3                   | 31. Oktober 1978    | New Orleans         | Vereinigte Staaten                             | Morris Municipal Auditorium             |                              |
| 4                   | 3. November 1978    | Hollywood           | Vereinigte Staaten                             | Sportatorium                            |                              |
| 5                   | 4. November 1978    | Lakeland            | Vereinigte Staaten                             | Civic Center                            |                              |
| 6                   | 6. November 1978    | Landover            | Vereinigte Staaten                             | Capital Center                          |                              |
| 7                   | 7. November 1978    | New Haven           | Vereinigte Staaten                             | Veterans Memorial Coliseum              |                              |
| 8                   | 9. November 1978    | Detroit             | Vereinigte Staaten                             | Cobo Hall                               |                              |
| 9                   | 10. November 1978   | Detroit             | Vereinigte Staaten                             | Cobo Hall                               |                              |
| 10                  | 11. November 1978   | Kalamazoo           | Vereinigte Staaten                             | Wings Stadium                           |                              |
| 11                  | 13. November 1978   | Boston              | Vereinigte Staaten                             | Boston Garden                           |                              |
| 12                  | 14. November 1978   | Providence          | Vereinigte Staaten                             | Civic Center                            |                              |
| 13                  | 16. November 1978   | New York City       | Vereinigte Staaten                             | Madison Square Garden                   |                              |
| 14                  | 17. November 1978   | New York City       | Vereinigte Staaten                             | Madison Square Garden                   |                              |
| 15                  | 19. November 1978   | Uniondale           | Vereinigte Staaten                             | Nassau Veterans Memorial Coliseum       |                              |
| 16                  | 20. November 1978   | Philadelphia        | Vereinigte Staaten                             | Spectrum                                |                              |
| 17                  | 22. November 1978   | Nashville           | Vereinigte Staaten                             | Municipal Auditorium                    |                              |
| 18                  | 23. November 1978   | St. Louis           | Vereinigte Staaten                             | Checkerdome                             |                              |
| 19                  | 25. November 1978   | Richfield           | Vereinigte Staaten                             | Coliseum                                |                              |
| 20                  | 26. November 1978   | Cincinnati          | Vereinigte Staaten                             | Riverfront Coliseum                     |                              |
| 21                  | 28. November 1978   | Buffalo             | Vereinigte Staaten                             | Memorial Auditorium                     |                              |
| 22                  | 30. November 1978   | Ottawa              | Kanada                                         | Civic Centre                            |                              |
| 23                  | 1. Dezember 1978    | Montréal            | Kanada                                         | Forum                                   |                              |
| 24                  | 3. Dezember 1978    | Toronto             | Kanada                                         | Maple Leaf Gardens                      |                              |
| 25                  | 4. Dezember 1978    | Toronto             | Kanada                                         | Maple Leaf Gardens                      |                              |
| 26                  | 6. Dezember 1978    | Madison             | Vereinigte Staaten                             | Dane County Veterans Memorial Coliseum  |                              |
| 27                  | 7. Dezember 1978    | Chicago             | Vereinigte Staaten                             | The Stadium                             |                              |
| 28                  | 8. Dezember 1978    | Kansas City         | Vereinigte Staaten                             | Kemper Arena                            |                              |
| 29                  | 12. Dezember 1978   | Seattle             | Vereinigte Staaten                             | Center Coliseum                         |                              |
| 30                  | 13. Dezember 1978   | Portland            | Vereinigte Staaten                             | Memorial Coliseum                       |                              |
| 31                  | 14. Dezember 1978   | Vancouver           | Kanada                                         | Pacific Coliseum                        |                              |
| 32                  | 16. Dezember 1978   | Oakland             | Vereinigte Staaten                             | Coliseum Arena                          |                              |
| 33                  | 18. Dezember 1978   | Inglewood           | Vereinigte Staaten                             | The Forum                               |                              |
| 34                  | 19. Dezember 1978   | Inglewood           | Vereinigte Staaten                             | The Forum                               |                              |
| 35                  | 20. Dezember 1978   | Inglewood           | Vereinigte Staaten                             | The Forum                               |                              |
| Leg 2 – Europa      |                     |                     |                                                |                                         |                              |
| 36                  | 17. Januar 1979     | Hamburg             | Deutschland                                    | Ernst-Merck-Halle                       |                              |
| 37                  | 18. Januar 1979     | Kiel                | Deutschland                                    | Ostseehalle                             |                              |
| 38                  | 20. Januar 1979     | Bremen              | Deutschland                                    | Stadthalle                              |                              |
| 39                  | 21. Januar 1979     | Dortmund            | Deutschland                                    | Westfalenhalle                          |                              |
| 40                  | 23. Januar 1979     | Hannover            | Deutschland                                    | Messe-Sportpalast                       |                              |
| 41                  | 24. Januar 1979     | Berlin              | Deutschland                                    | Deutschlandhalle                        |                              |
| 42                  | 26. Januar 1979     | Brüssel             | Belgien                                        | Forest National                         |                              |
| 43                  | 27. Januar 1979     | Brüssel             | Belgien                                        | Forest National                         |                              |
| 44                  | 29. Januar 1979     | Rotterdam           | Niederlande                                    | Sportpaleis Ahoy’                       |                              |
| 45                  | 30. Januar 1979     | Rotterdam           | Niederlande                                    | Sportpaleis Ahoy’                       |                              |
| 46                  | 1. Februar 1979     | Köln                | Deutschland                                    | Sporthalle                              |                              |
| 47                  | 2. Februar 1979     | Frankfurt am Main   | Deutschland                                    | Festhalle                               |                              |
| 48                  | 4. Februar 1979     | Zürich              | Schweiz                                        | Hallenstadion                           |                              |
| 49                  | 6. Februar 1979     | Zagreb              | Jugoslawien Sozialistische Föderative Republik | Dom Sportova                            |                              |
| 50                  | 7. Februar 1979     | Ljubljana           | Jugoslawien Sozialistische Föderative Republik | Hala Tivoli                             |                              |
| 51                  | 10. Februar 1979    | München             | Deutschland                                    | Rudi-Sedlmayer-Halle                    |                              |
| 52                  | 11. Februar 1979    | München             | Deutschland                                    | Rudi-Sedlmayer-Halle                    |                              |
| 53                  | 13. Februar 1979    | Böblingen           | Deutschland                                    | Sporthalle                              |                              |
| 54                  | 15. Februar 1979    | Saarbrücken         | Deutschland                                    | Saarlandhalle                           |                              |
| 55                  | 17. Februar 1979    | Lyon                | Frankreich                                     | Palais des Sports                       |                              |
| 56                  | 19. Februar 1979    | Barcelona           | Spanien                                        | Palau Municipal d’Esports               |                              |
| 57                  | 20. Februar 1979    | Barcelona           | Spanien                                        | Palau Municipal d’Esports               |                              |
| 58                  | 22. Februar 1979    | Madrid              | Spanien                                        | Pabellón de la Ciudad Deportiva         |                              |
| 59                  | 23. Februar 1979    | Madrid              | Spanien                                        | Pabellón de la Ciudad Deportiva         |                              |
| 60                  | 25. Februar 1979    | Poitiers            | Frankreich                                     | Les Arènes                              |                              |
| 61                  | 27. Februar 1979    | Paris               | Frankreich                                     | Pavillon de Paris                       |                              |
| 62                  | 28. Februar 1979    | Paris               | Frankreich                                     | Pavillon de Paris                       |                              |
| 63                  | 1. März 1979        | Paris               | Frankreich                                     | Pavillon de Paris                       |                              |
| Leg 3 – Asien       |                     |                     |                                                |                                         |                              |
| 64                  | 13. April 1979      | Tokio               | Japan                                          | Nippon Budokan                          |                              |
| 65                  | 14. April 1979      | Tokio               | Japan                                          | Nippon Budokan                          |                              |
| 66                  | 19. April 1979      | Osaka               | Japan                                          | Festival Hall                           |                              |
| 67                  | 20. April 1979      | Osaka               | Japan                                          | Festival Hall                           |                              |
| 68                  | 21. April 1979      | Kanazawa            | Japan                                          | Jissenrinri Kinen Commemor. Hall        |                              |
| 69                  | 23. April 1979      | Tokio               | Japan                                          | Nippon Budokan                          |                              |
| 70                  | 24. April 1979      | Tokio               | Japan                                          | Nippon Budokan                          |                              |
| 71                  | 25. April 1979      | Tokio               | Japan                                          | Nippon Budokan                          |                              |
| 72                  | 27. April 1979      | Kobe                | Japan                                          | Central Gymnasium                       |                              |
| 73                  | 28. April 1979      | Nagoya              | Japan                                          | Portmesse International Exhibition Hall |                              |
| 74                  | 30. April 1979      | Fukuoka             | Japan                                          | Kyuden Kinen Gymnasium                  |                              |
| 75                  | 1. Mai 1979         | Fukuoka             | Japan                                          | Kyuden Kinen Gymnasium                  |                              |
| 76                  | 2. Mai 1979         | Yamaguchi           | Japan                                          | Prefectural Athletic Association        |                              |
| 77                  | 5. Mai 1979         | Sapporo             | Japan                                          | Makomanai Ice Arena                     |                              |
| 78                  | 6. Mai 1979         | Sapporo             | Japan                                          | Makomanai Ice Arena                     |                              |
| Festivalauftritt    |                     |                     |                                                |                                         |                              |
| 79                  | 18. August 1979     | Saarbrücken         | Deutschland                                    | Ludwigsparkstadion                      | Summertime Open Air Festival |

## Band
- Freddie Mercury: Gesang, Klavier, Tamburin
- Brian May: Gitarre, Hintergrundgesang, Klavier bei Teo Torriatte
- Roger Taylor: Schlagzeug, Kesselpauken, Hintergrundgesang, Gesang bei I’m in Love with My Car
- John Deacon: Bass, Triangel, Hintergrundgesang